# Laura Wyld
Laura Lee Wyld, baronessa Wyld (ur. 1978) – brytyjska specjalistka ds. komunikacji i par dożywotni.
Ukończyła w 1996 roku Sidney Sussex College. 
W rządzie Davida Camerona pełniła funkcję szefowej zespołu ds. nominacji. Po odejściu Camerona została wskazana na para dożywotniego. 22 lipca 2017 królowa Elżbieta II nadała jej dożywotni tytuł Baronessy Wyld